# ویلا

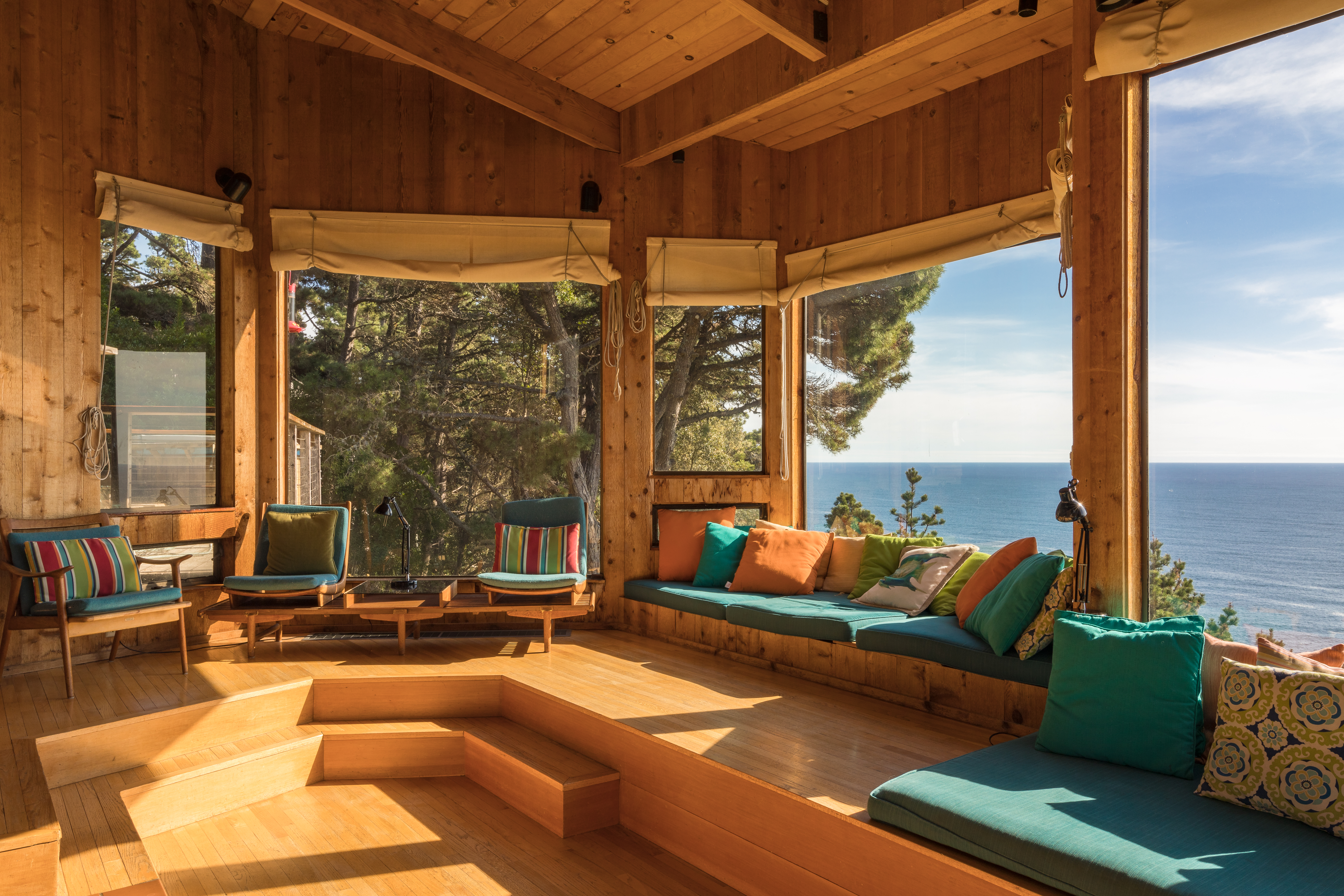
نمایی از فضای داخلی یک ویلای مشرف به دریا در شهرستان سونوما، کالیفرنیا.

ویلا (به فرانسوی و انگلیسی: Villa) به ساختمانی گفته می‌شود که از چهار طرف به بیرون نما داشته باشد و معمولاً آن را در اطراف شهرها یا در ییلاق‌ها می‌سازند. البته در بعضی از کشورها قوانین ساخت و ساز به شهروندان اجازهٔ ساخت ویلا در داخل شهر را می‌دهد و خانه‌های مسکونی به صورت ویلایی ساخته می‌شوند.
ویلا یک سازه  یک سطحی (ویلای فلت "flat") و یا دو یا چند سطح می باشد، که ویلای دو سطحی را دوبلکس "duplex"  و سه سطحی را ویلای تریبلکس "triplex" ومی نامند. ویلا ها اغلب دارای پاسیو بیرونی و باغ یا تراس جلویی هستند .آنها ممکن است حداقل یک دیوار مشترک با ویلای همسایه داشته باشند یا جدا باشند.

## پیشینه

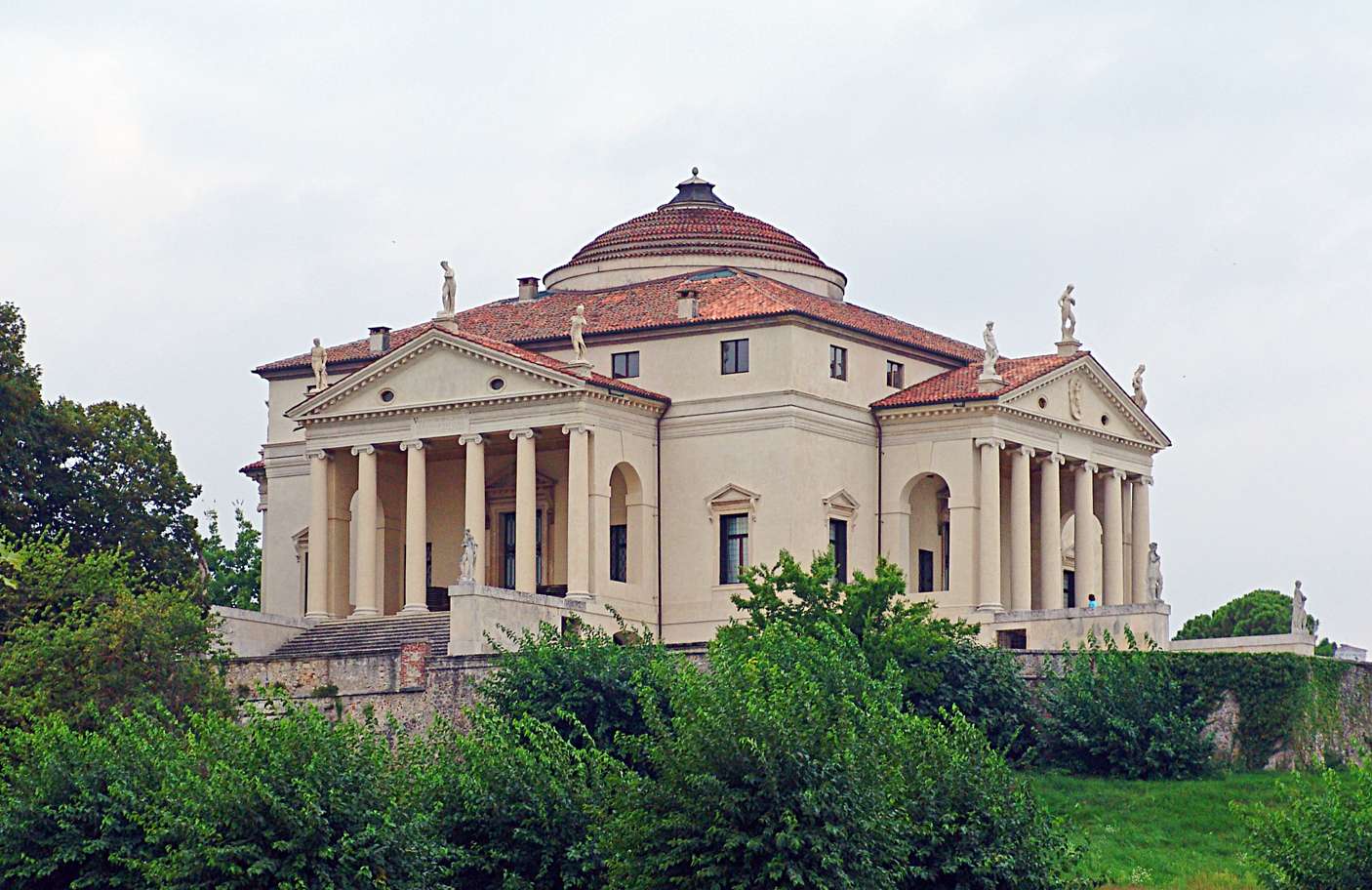
ویلای روتوندا یکی از ویلاهای عصر رنسانس

ساخت ویلاها از جمهوری روم باستان شروع شد و در آن زمان ساختمان‌های ارزشمند افراد طبقه بالای اجتماع به صورت ویلا در محوطه‌ها یا باغ‌های وسیع ساخته می‌شدند که بعد از فروپاشی امپراتوری روم توسط کلسیا کاربریشان تغییر کرد و به صورت صومعه استفاده می‌شدند و در قرون وسطی بعد از تعمیر و تغییراتی دوباره به صورت ساختمان‌های اشرافی مورد استفاده قرار می‌گرفتند.
برخی از ویلاهای عصر رنسانس هنوز نیز سالم هستند. ویلای روتوندا از عصر رنسانس تا به امروز به‌طور کامل سالم مانده است.

## ایران

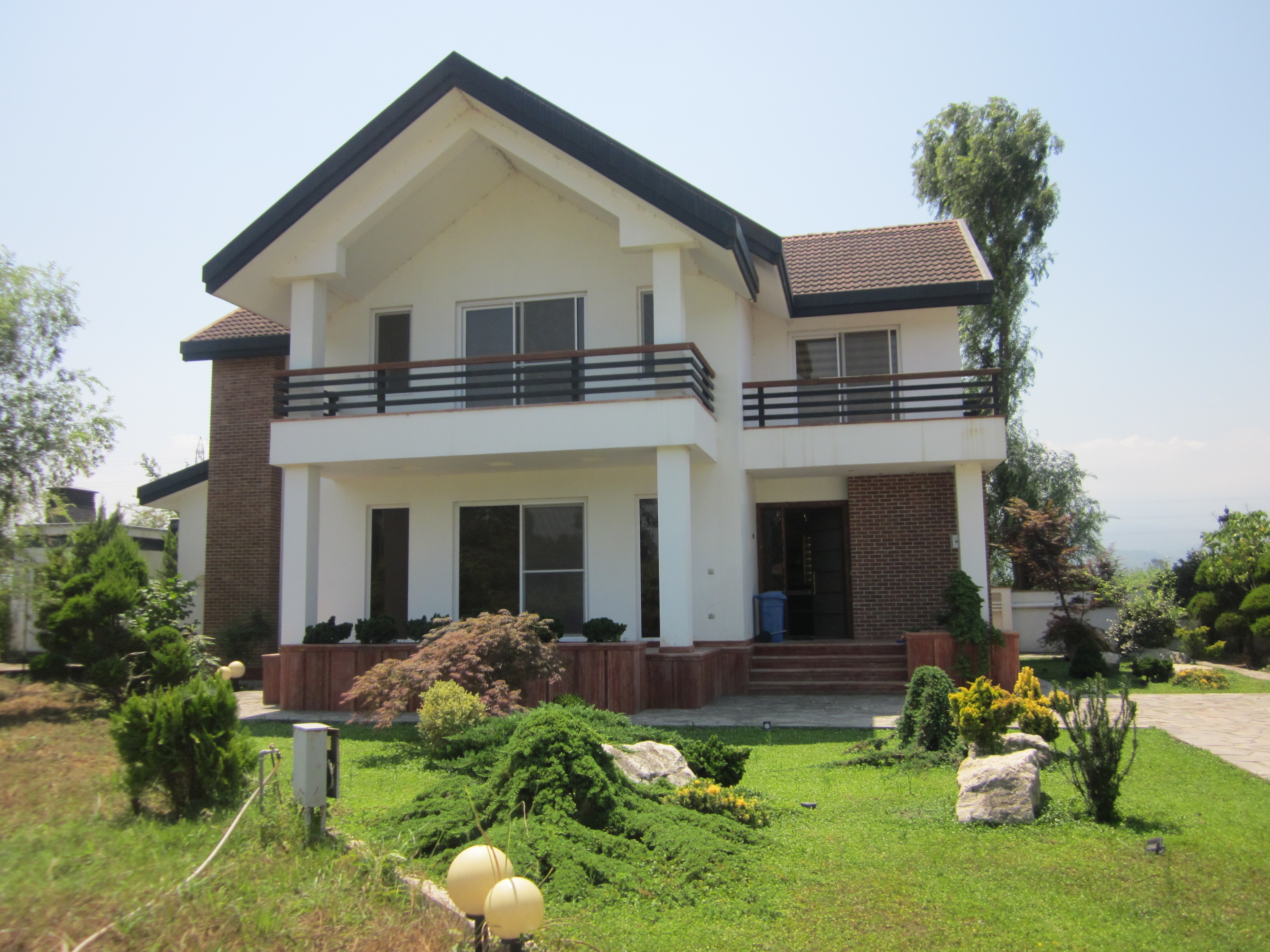
ویلایی در شهرک دریاکنار در بابلسر

در ایران در فرهنگ عامه معمولاً به خانه‌هایی که نمای چهار طرف داشته باشند یا سقف شیب‌دار داشته باشند خانه‌های ویلایی گفته می‌شود و در شمال ایران به خاطر اقلیم مرطوب اکثر خانه‌ها به صورت ویلایی ساخته می‌شدند و با گسترش شهرها از تعداد ویلاها در مراکز شهرها کاسته شد ولی در حومه و شهرک‌های ویلاها به چشم می‌خورند.

## ویلای مدرن

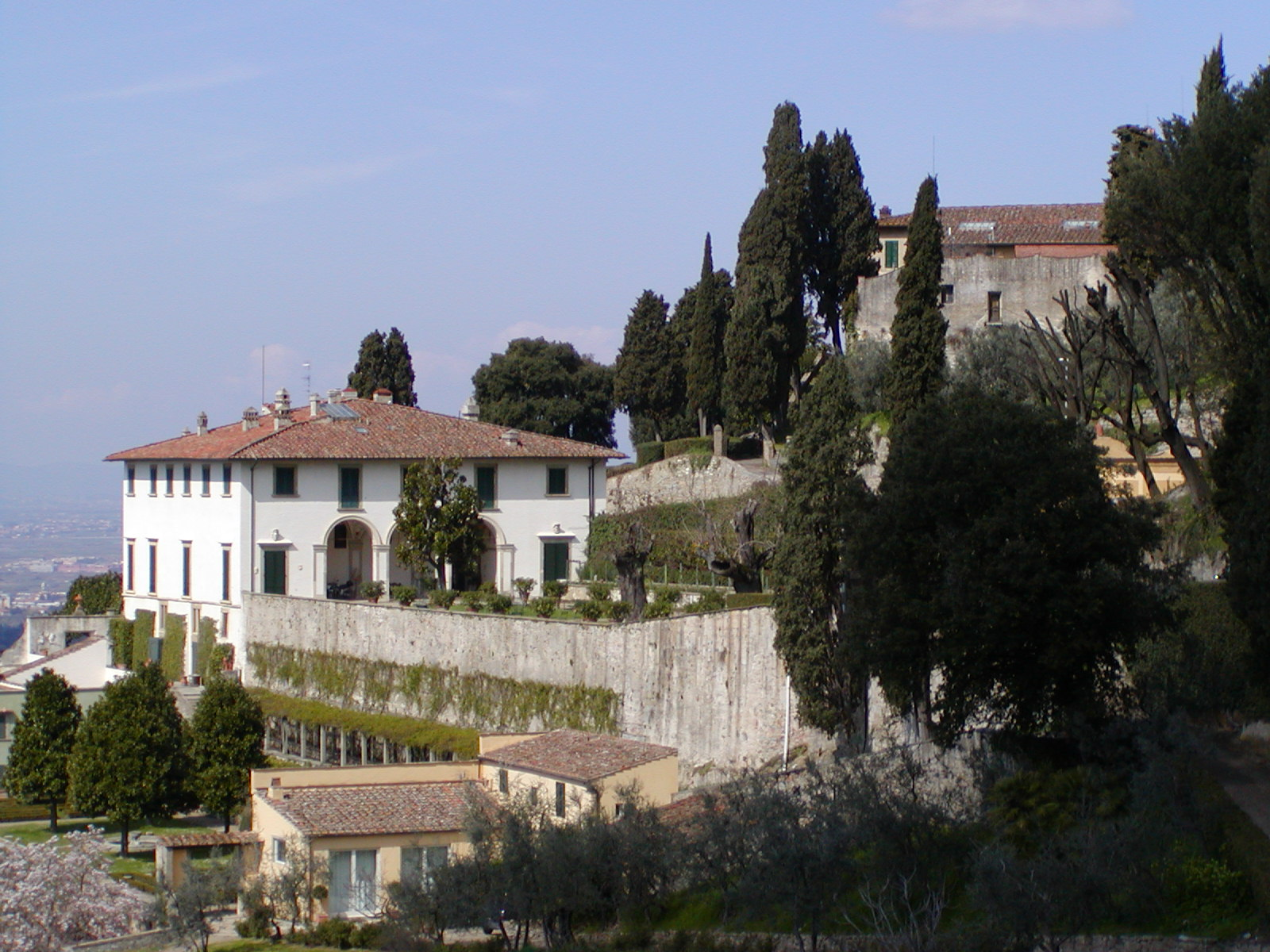
ویلای مدیچی در فیسوله با تراس‌های مشرف به چشم‌اندازی زیبا، ساخته‌شده توسط لئون باتیستا آلبرتی.

ویلا هایی که به سبک معماری مدرن طراحی و اجرا شده اند را ویلای مدرن میگویند، نمونه های مهمی از ویلا های مدرن عبارتند از:
- ویلا ساوا اثر لوکوربوزیه در پواسی، فرانسه[۱][۲]
- ویلا مایرا توسط آلوار آلتو در نورمارکو، فنلاند[۳]

## نگارخانه

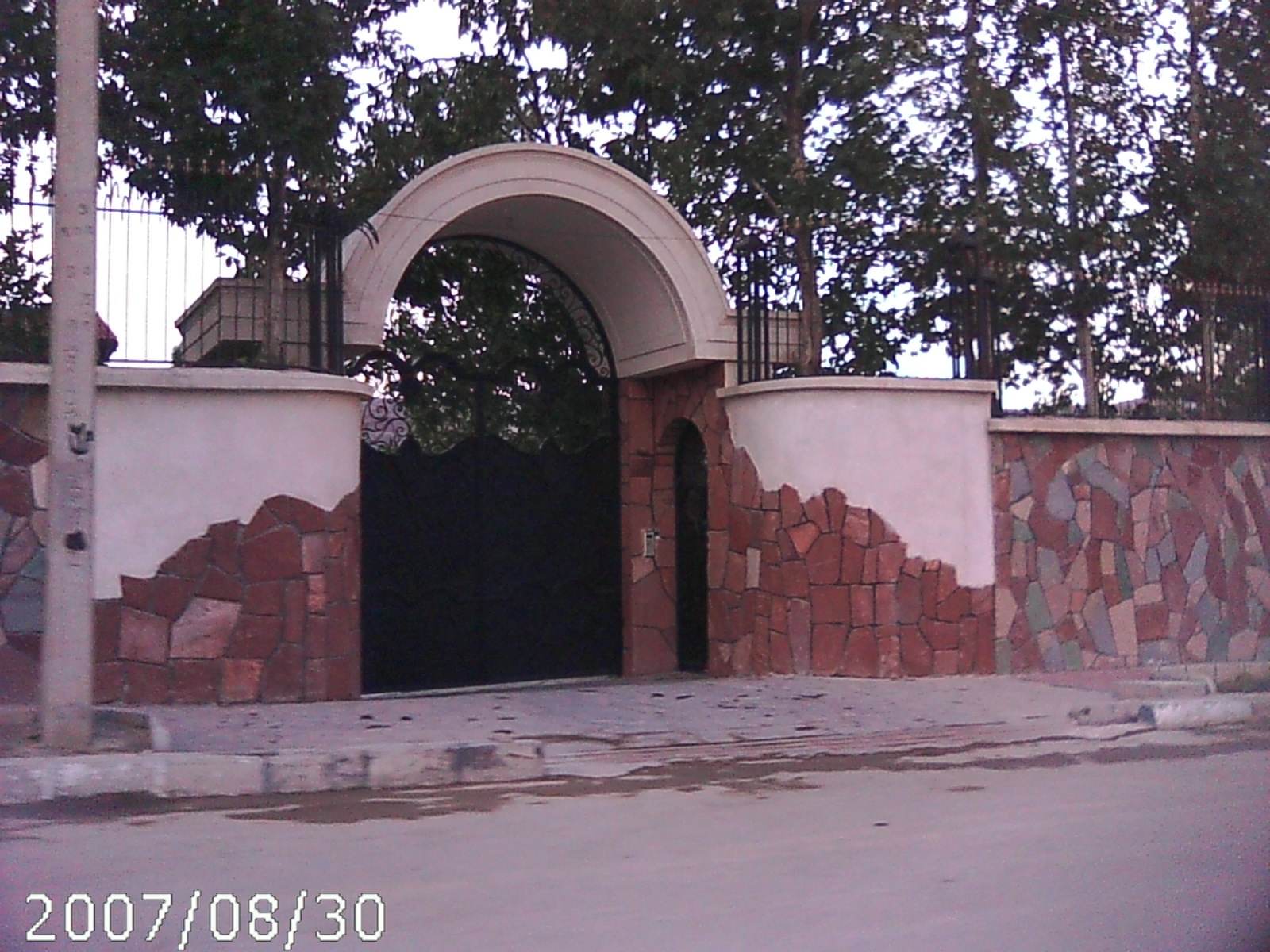
سردری یک ویلا در اطراف سد
ویلا ساوا در فرانسه